# Волга (Чувашия)
Во́лга (чув. Атăл) — посёлок в Шумерлинском районе Чувашской Республики, входит в Нижнекумашкинское сельское поселение.

## География
Расположен на расстояние 125 км от Чебоксар, в 15 км от райцентра и ближайшей железнодорожной станции.

## История
Возник в 1926 г. как колхоза «Волга». В разные годы входил в состав: Атаевской волости Ядринского уезда (1926—1927 гг.), Красночетайского (1928—1935 гг.), Шумерлинского (1935—1965, и с 1966 г.) и Шумерлинского горсовета (1965—1966 г.).

## Население
| 2010 | 2012 |
| ---- | ---- |
| 148  | ↗190 |

## Инфраструктура
Функционирует СХПК «Дружба» (на 2010 г.). Клуб, библиотека, 2 магазина.